# Jean de La Fontaine
Jean de La Fontaine (AFI: /ʒɑ̃ dəlafõˈtɛn/; Château-Thierry, 8 luglio 1621 – Parigi, 13 aprile 1695) è stato uno scrittore e poeta francese autore di celebri favole con animali come protagonisti.

## Biografia

### Origini
Il padre, sovrintendente alle acque e alle foreste di Château-Thierry e appassionato lettore di classici, avrebbe voluto per il figlio una vita clericale e quindi lo inserì nel 1641 nella Congregazione dell'Oratorio. La Fontaine però sviluppò fin da giovane l'amore per la letteratura e, abbandonati l'anno seguente gli studi ecclesiastici, studiò giurisprudenza fino al conseguimento della laurea nel 1649.
Nel 1647, a ventisei anni, si sposò con la quattordicenne Marie Hèricart, dalla quale ebbe un figlio, ed ereditò il lavoro del padre alla sovrintendenza di Château-Thierry nel 1652.

### Vita di corte
Nel 1654 pubblicò il suo primo scritto basato su un adattamento dell'Eunuchus di Terenzio.
Dopo pochi anni (1658) si separò dalla moglie e si trasferì a Parigi, dove prese a condurre una vita piuttosto oziosa, entrando sotto la protezione di Nicolas Fouquet, politico in auge a quell'epoca, che amava circondarsi di letterati; per compiacerlo, La Fontaine scrisse per lui varie opere, come poemi, madrigali, commedie e perfino libretti d'opera.
Quando però Fouquet cadde in disgrazia, La Fontaine coraggiosamente prese le parti del suo protettore, scrivendo in sua difesa L'elégie aux nymphes de vaux: questo lo fece cadere a sua volta in disgrazia e in gravi difficoltà finanziarie. Poco tempo dopo, divenne "gentiluomo servente" sotto la protezione di Madame d'Orleans di Lussemburgo e, dopo la morte di questa, passò sotto la protezione di Madame de la Sablière, intenditrice di filosofia e scienza, il cui salotto era frequentato dai personaggi più ingegnosi dell'epoca.
Frequentò letterati del calibro di Jean Racine, Molière e Madame de La Fayette. Nel 1683 fu eletto membro dell'Académie Française. Morta la sua protettrice, il poeta fece pubblica sconfessione dei suoi Racconti e si dedicò a ferventi pratiche religiose. Morì nel 1695 e ricevette sepoltura nel vecchio cimitero degli Innocenti. Con la chiusura del cimitero degli Innocenti, la sua salma venne traslata e spostata prima nel cimitero di Saint-Joseph, vicino alla chiesa di Saint-Eustache, e poi, dopo la chiusura di quest'ultimo, ricevette la definitiva sepoltura nel cimitero parigino di Père-Lachaise.

## Personalità e tendenze
Lui stesso si definì «testa di carciofo marcio» e se per tutta la sua vita oscillò tra la pace della campagna e la seduzione della vita mondana parigina, dimostrò poche qualità oratorie nei salotti, compensate da un temperamento amabile in grado di farsi ben volere dal protettore di turno, che però non gli risparmiò qualche problema con il re, a causa del suo rifiuto di rinunciare alla libertà di pensiero. In una visione comune epicurea, scettica e libertina. 
Attinse dalla grande lezione di François Rabelais per evitare qualunque codificazione del gusto e costrizione della fantasia, e questo fatto lo rese un anticipatore della stagione illuminista. Scrisse racconti tratti da Ariosto e da Boccaccio; molti suoi scritti furono ispirati alle opere di Esopo, Orazio, Machiavelli e di Virgilio. Le favole di La Fontaine perpetuano una tradizione medievale francese di storie comiche e satiriche sui costumi sociali, dove gli attori sono personificazioni di animali.
L'opera di La Fontaine è stata anche un lavoro di traduzione e adattamento di testi antichi, come le favole di Esopo, Fedro, di Laurentius Abstemius ma anche di testi di Orazio, Tito Livio, lettere apocrife di Ippocrate, e molti altri ancora. Sono una summa di cultura latina classica e di cultura greca, aperta anche, nella seconda collezione di favole, alla tradizione indiana.

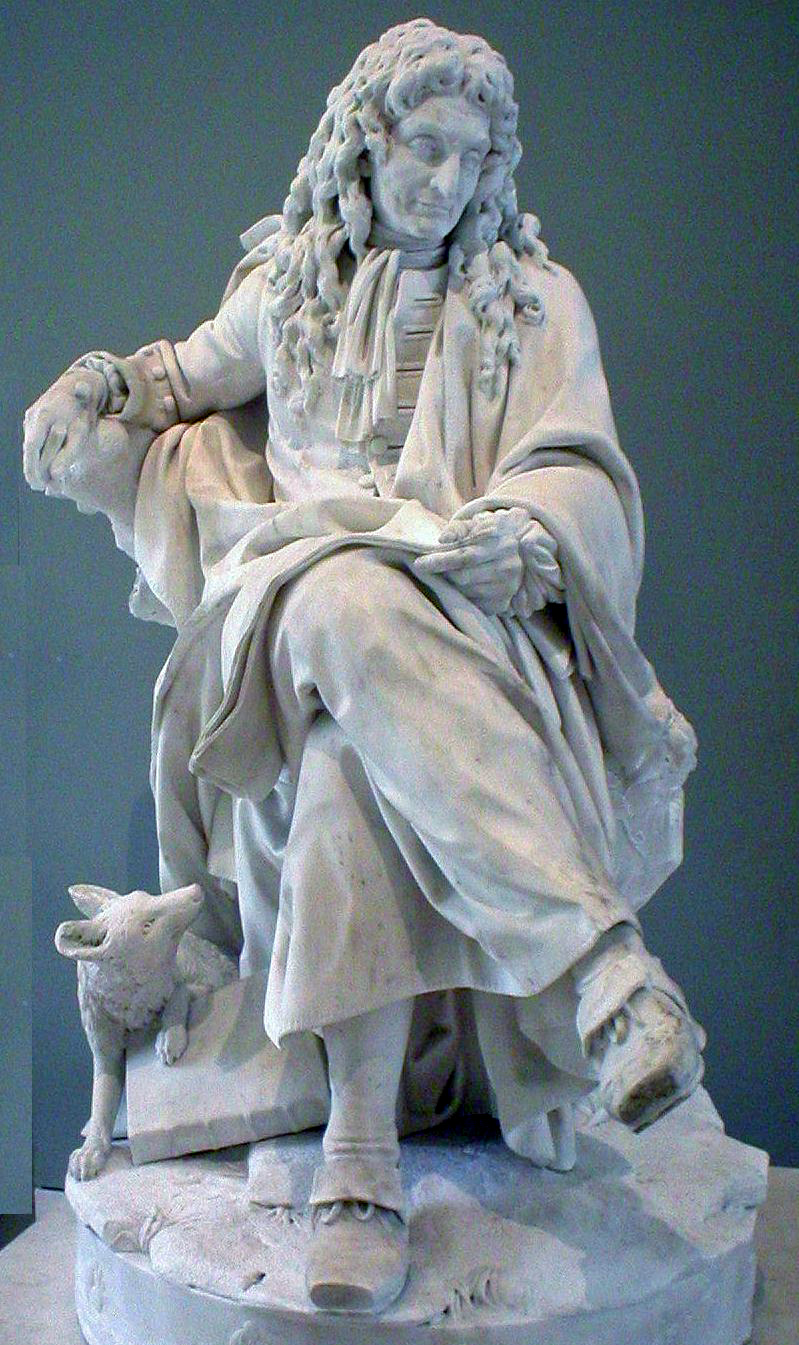
La statua in marmo di La Fontaine del 1785 al museo del Louvre di Parigi

## Opere
Jean La Fontaine esordì nel 1654 con l'Eunuque, un libero rifacimento del classico di Terenzio, che mescolò la sobria eleganza terenziana alla vivacità della commedia francese.
Ma la rivelazione delle qualità letterarie di La Fontaine emerse con il poemetto idillico Adonis, scritto tre anni dopo e rimaneggiato nel 1669. L'opera, ampiamente lodata da Paul Valéry per la purezza dei versi, descrisse gli amori di Adone e Venere.
La caduta in disgrazia di Foquet spinse il poeta a un'Elégie aux Nymphes de Vaux ("Elegia delle ninfe di Vaux") nel 1661 e tre anni dopo ad un'azzardata Ode au Roi pour M. Foquet ("Ode al Re di M. Foquet") e la discussa raccolta di Nouvelles en vers tirées de Boccace et de l'Arioste ("Novelle in versi tratte da Boccaccio e da Ariosto"), a causa della licenziosa Joconde. In qualunque caso nella prima parte della raccolta già si pregustò l'atmosfera delle Favole. Il successo ottenuto dalle novelle indusse l'autore a ristamparle, ampliandole, in Contes et nouvelles en vers ("Racconti e novelle in versi") nel 1666 dove già il lettore venne immerso nell'elemento magico tipico delle Favole.
In seguito riuscì a pubblicare una prima raccolta di Favole nel 1668 (dal primo al sesto volume in centoventiquattro episodi) intitolata Fables choisis mises en vers ("Favole scelte in versi") e una seconda nel 1679 (dal settimo all'undicesimo, mentre un dodicesimo fu pubblicato successivamente); molte di queste favole saranno illustrate dal Doré nel 1867.

### Le favole
La Fontaine si presenta come il continuatore di Esopo e Fedro, infatti prende spunto dalle loro fiabe, e il discepolo di Epicuro; ha spesso intenzioni morali e la satira e il contrasto sono fra i suoi metodi preferiti. Fra le favole più celebri Il gallo e la volpe, Il corvo e la volpe, Il gatto e la tigre.
La morte è uno degli elementi ricorrenti nelle Favole, in associazione al diritto del più forte, senza però trascurare il senso di solidarietà e di pietà verso gli infelici. Forse una delle morali complessive delle Favole è l'accettazione completa della natura umana: ad esempio La Fontaine certamente non vuole dare ragione al lupo nella favola celeberrima, però ammette l'impossibilità di salvare l'agnello. Quando il coraggio è teso contro l'ordine della natura, si risolve in una situazione ridicola e buffa, come il gonfiarsi della rana e la goffaggine degli ipocriti.

#### Prima raccolta
Nella prima raccolta, il primo libro descrive soprattutto l'esperienza familiare, la libertà, la saggezza politica e la priorità del talento sulla forza; il secondo libro temi della vita politica e sociale, della Provvidenza e dell'astrologia, della debolezza e della relatività; il terzo libro è incentrato sulla indipendenza del pensiero e sulla speranza nella rivincita; nel quarto libro l'autore focalizza l'arte del vivere e le questioni ereditarie; nel quinto i temi preferiti dall'autore sono quelli della cupidigia e dell'ambizione, della satira politica e del lavoro; nel sesto prevale il tema della fantasia e della poesia, assieme alla satira anticolbertiana.

#### Seconda raccolta
Nella seconda raccolta, il settimo libro si occupa delle chimere e delle rapacità; l'ottavo libro intesse ai cicli dell'ignoranza, della saggezza e della ricchezza; il nono libro si basa sul ciclo della follia, dell'inganno, dell'immaginazione e dell'intelligenza; il decimo libro è incentrato sui cicli della natura, dell'avventura e dell'avidità; l'undicesimo libro affronta il tema della regalità e della crudeltà; infine il dodicesimo libro snocciola il ciclo delle passioni.
Nella seconda raccolta l'influenza di Esopo è meno presente, e gli uomini esibiscono anche in prima persona e senza camuffamenti la loro natura. Inoltre gli scritti si aprono maggiormente alle tematiche politiche e sociali di attualità e non mancano le ispirazioni orientali. Appare maggiormente evidente la simpatia per i deboli e per gli umili. Ma la peculiarità principale resta la trasposizione dei vizi e delle virtù umani nel mondo animale. Il leone resta il re di tutti gli animali, e oltre ad esso la volpe, il lupo e il topo sono gli altri animali meglio utilizzati come dispensatori di consigli. L'asino, invece, nelle Favole esprime significati diversi, e talvolta rappresenta il popolo, in grado di insegnare al lettore elementi di verità. La Fontaine dimostra una simpatia per la schiettezza e il coraggio del popolo così lontani dall'ipocrisia di altri ceti. D'altronde La Fontaine fu soprattutto un esponente dell'avanguardia letteraria, capace di anticipare il materialismo filosofico e scientifico dell'Illuminismo, oltre ad opporsi al progetto di grandeur del Re Sole.

### Altre opere
In questi anni, oltre alle Favole, l'autore si dedicò a una raccolta giansenista intitolata Poésies chrétiennes et diverses e al poema religioso La captivité de Saint-Malc.
Dopo il 1674, terminato il decennio più creativo del suo lavoro, La Fontaine compose un libretto d'opera per il musicista italo-francese Giovanni Battista Lulli intitolato Daphné e una delle più curiose opere.

## Memoria

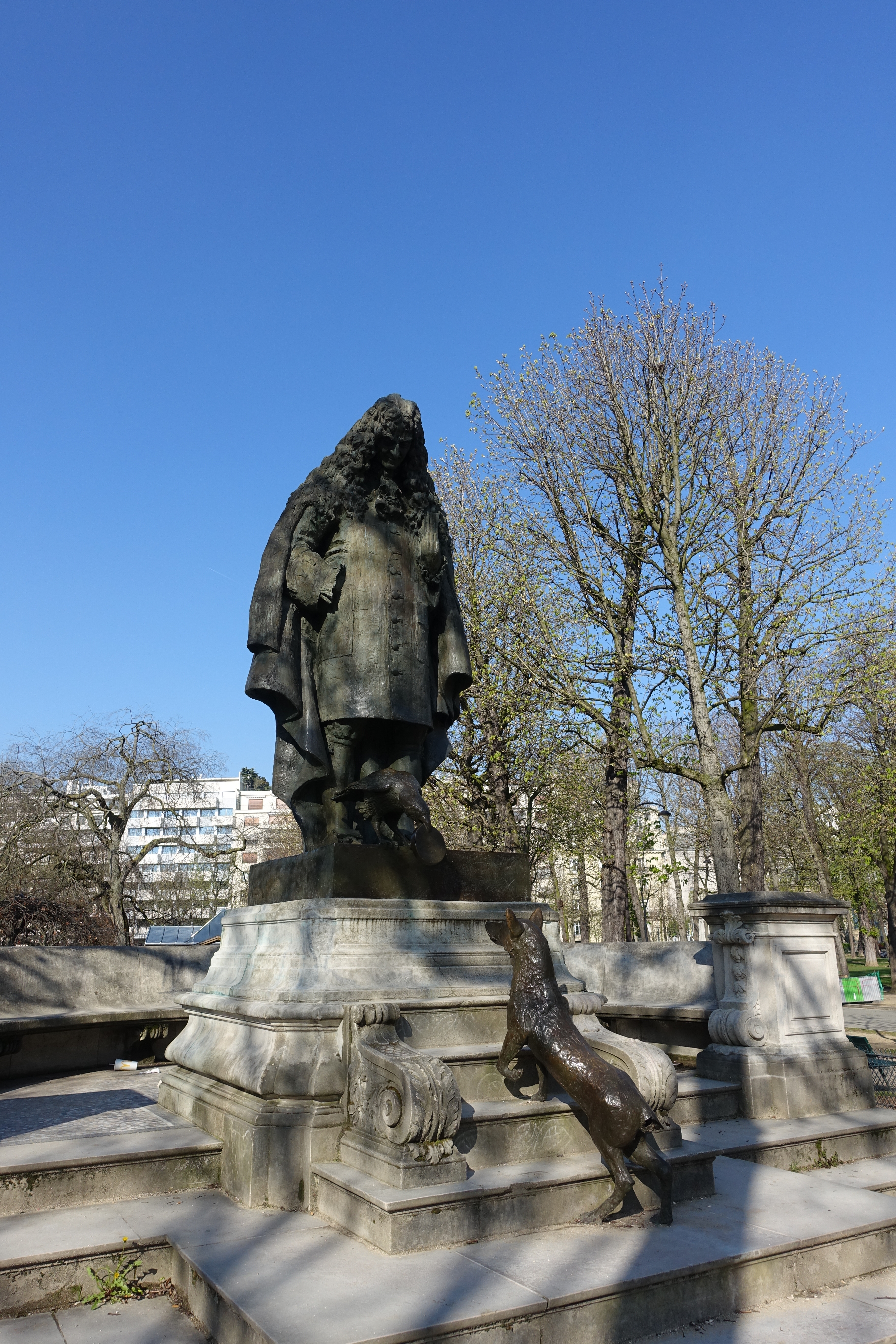
Statua di La Fontaine nel giardino del Ranelagh.

- Nel 2015 Jean de La Fontaine era il quattordicesimo personaggio più celebre sul frontone dei 67 000 edifici pubblici francesi: non meno di 335 scuole, collegi e licei prendono da lui il loro nome; dietro a Joseph (880), Jules Ferry (642), Notre-Dame (546), Jacques Prévert (472), Jean Moulin (434), Jean Jaurès (429), Jeanne d'Arc (423), Antoine de Saint-Exupéry (418), Sainte Marie (377), Victor Hugo (365), Louis Pasteur (361), Marie Curie (360), Pierre Curie (357), Paul Langevin (296)[2].
- A Parigi, nel giardino del Ranelagh (XVI arrondissement), vi è un gruppo scultoreo a lui dedicato.
- Salvador Dalí fu ispirato dalla lettura della raccolta delle favole di Esopo e Fedro reinterpretate da La Fontaine per la realizzazione di numerosi disegni e dipinti.